# پیتر سین‌کوتی
پیتر چین‌کدی (به انگلیسی: Peter Cincotti) (زاده ۱۱ ژوئیه ۱۹۸۳ در نیویورک)، خواننده آمریکایی، ترانه‌سرا و پیانیست است.
چین‌کدی که نواختن پیانو را در سن سه سالگی آغاز کرده بود در سال ۲۰۰۰ در «فستیوال مانترو جاز» موفق به کسب جایزه‌ی بازگردانی از دیزی گیلیسپی "شب در تونس " شده است او در سال ۲۰۰۲، شماره ۱ در چارت بیلبورد جاز سنتی، به‌عنوان جوان‌ترین هنرمند انفرادی به دست آورد.

## آلبوم‌ها
- 2003 - Peter Cincotti
- 2003 - My favorite time of Year
- 2004 - On the Moon
- 2007 - East of Angel Town

## تک‌آهنگ‌ها
- 2007 - Goodbye Philadelphia
- 2008 - Angel Town
- 2008 - December Boys